# František Hynek
František Hynek (5. července 1906 Vůsí – 14. září 1984 Vůsí) byl český a československý rolník, politik Československé strany lidové a poválečný poslanec Ústavodárného Národního shromáždění. Za 2. světové války vězněn. Po roce 1948 pronásledován a vězněn komunistickým režimem.

## Biografie
Narodil se v malé jihočeské vesnici Vůsí u Milevska. Po vystudování hospodářské školy pracoval na usedlosti rodičů, roku 1934 rodinné hospodářství převzal. Patřil mezi propagátory nových metod v zemědělství. Angažoval se ve Sdružení katolické mládeže (SKM) a později v ČSL. Roku 1938 byl zvolen starostou rodné obce. Za války se aktivně účastnil odboje a 15. prosince 1944 byl zatčen gestapem a postupně vězněn v Praze na Pankráci a později v Terezíně. Byl odsouzen k smrti, ale rozsudek nebyl vykonán.
V parlamentních volbách v roce 1946 byl zvolen poslancem Ústavodárného Národního shromáždění za ČSL. V parlamentu setrval formálně do konce funkčního období, tedy do voleb do Národního shromáždění roku 1948.
Po únorovém převratu byl vyloučen z ČSL a pronásledován. Roku 1950 ho zatkla Státní bezpečnost a přesvědčovala, aby udával své spoluobčany, což odmítl. 17. srpna 1950 se pokusil o přechod hranic u Aše, jeho útěk se nezdařil, byl těžce zraněn a jeho čtrnáctiletý syn zastřelen. V roce 1951 byl odsouzen na třináct let do vězení a propuštěn byl v roce 1962. Po propuštění pracoval jako traktorista v místním JZD a od roku 1971 byl v důchodu.